# AT 2021lwx
AT 2021lwx ist ein nicht-quasarisches astronomisches Ereignis, bei dem zwischen der Röntgen- und der mittleren Infrarotstrahlung am meisten Energie frei gesetzt wurde. Entdeckt wurde das Ereignis im Jahr 2020 mit dem Zwicky Transient Facility, das nach kurzfristigen Ereignissen Ausschau hält und Alarm schlägt. Die Helligkeit des Ereignisses stieg innerhalb von 100 Tagen um etwa das Hundertfache an und wurde dann erst langsam schwächer. Insgesamt dauert AT 2021lwx etwa drei Jahre. Vermutet wird, dass eine Wasserstoffwolke in ein supermassives Schwarzes Loch geraten ist und sich dabei Schockwellen gebildet haben, weil das Verschlingen so lange dauerte.